# Volleybalvereniging Voltena
Il Volleybalvereniging Voltena è una società pallavolistica femminile olandese, con sede ad Altena: milita nel campionato olandese di Eredivisie.

## Rosa 2023-2024
| N° | Nome                  | Ruolo | Data di nascita   | Nazionalità sportiva |
| -- | --------------------- | ----- | ----------------- | -------------------- |
| 1  | Senna van den Berg    | S     | 1º dicembre 2001  | Paesi Bassi          |
| 2  | Raïsa Schoon          | P     | 3 ottobre 2001    | Paesi Bassi          |
| 3  | Jenthe van Kastel     | C     | 19 marzo 2005     | Paesi Bassi          |
| 4  | Annerieke Nederveen   | P     | 4 ottobre 2005    | Paesi Bassi          |
| 5  | Hannah van Esch       | S     | 12 agosto 2000    | Paesi Bassi          |
| 6  | Anique Tavenier       | S     | 11 gennaio 2001   | Paesi Bassi          |
| 7  | Jill de Groot         | P     | 10 settembre 2007 | Paesi Bassi          |
| 8  | Christa de Haan       | S     | 27 marzo 2006     | Paesi Bassi          |
| 9  | Bo Bakker             | O     | 28 dicembre 2003  | Paesi Bassi          |
| 10 | Julia Kee             | S     | 12 novembre 1999  | Paesi Bassi          |
| 11 | Sarah van Esch        | O     | 2 agosto 1996     | Paesi Bassi          |
| 12 | Silke van der Giessen | C     | 15 febbraio 1997  | Paesi Bassi          |
| 13 | Fleur Zonder          | C     | -                 | Paesi Bassi          |
| 14 | Jill Weeda            | L     | 29 ottobre 2002   | Paesi Bassi          |
| 15 | Angelique Verheul     | L     | 30 agosto 1996    | Paesi Bassi          |
| -  | Esther Nederveen      | S     | 19 settembre 2007 | Paesi Bassi          |
| -  | Romy Teuling          | P     | 22 dicembre 2001  | Paesi Bassi          |